# Wilhelm Dengler
Wilhelm Dengler (* 3. Mai 1889 in Erbach; † 19. Februar 1951 ebenda) war ein deutscher Politiker (SPD) und Bürgermeister, Landrat und Abgeordneter des Hessischen Landtags.
Wilhelm Dengler war 1919 bis 1933 Bürgermeister von Erbach. In seine Amtszeit fiel 1924 die Eröffnung des Alexanderbades und 1928 des Sportparks und die Gründung der Erbacher Wohnungsbaugesellschaft. Mit der Machtergreifung der Nationalsozialisten wurde er als Bürgermeister entlassen und verhaftet. Nach 6 Wochen wurde er aus dem KZ Osthofen entlassen. In der Zeit des Nationalsozialismus arbeitete er als Wandergewerbetreibender, wurde im Juli 1944 erneut verhaftet und sieben Wochen im KZ Dachau festgehalten.
Nach dem Zweiten Weltkrieg setzten ihn 1945 die amerikanischen Besatzungsbehörden kurzfristig erneut als Bürgermeister in Erbach ein. Diese Aufgabe übernahm Leonhard Volk, als Wilhelm Dengler im Dezember 1945 zum Landrat des Landkreises Bergstraße bestimmt wurde. Nach den ersten freien Kommunalwahlen in Hessen 1946 wurde Hans Steinmetz (CDU) vom Kreistag zum Landrat gewählt. Nach einer Tätigkeit als Leiter der Hessischen Versorgungskasse wurde Wilhelm Dengler 1948 erneut Landrat. Dieses Amt hatte er bis zu seinem Tode 1951 inne. Sein Nachfolger wurde Ekkehard Lommel (SPD).
Vom 1. Dezember 1946 bis zum 9. Februar 1949 war er Mitglied des Hessischen Landtags. Ihm folgte dort Georg Ackermann nach.